# عاثية الأمعاء T4
عاثية الأمعاء T4 (بالإنجليزية: Enterobacteria phage T4)‏ هي عاثية تصيب بكتيريا إشريكية القولونية، جينومها دنا ثنائي السلسلة يبلغ طوله 169 ألف زوج قاعدي عاثية الأمعاء T4 عاثية كبير نسبيا ذات رأس عشروني الوجوه.